# Synidotea nipponensis
Synidotea nipponensis is een pissebed uit de familie Idoteidae. De wetenschappelijke naam van de soort is voor het eerst geldig gepubliceerd in 1985 door Nunomura.